# Serhiy Nazarenko
Serhiy Yuríyovich Nazarenko (Kirovohrad, Unión Soviética, 16 de febrero de 1980) es un futbolista ucraniano, se desempeña como mediapunta o extremo y actualmente juega en el Tavriya Simferopol, aunque la mayor parte de su carrera, desde 1999 hasta 2011, la ha pasado al servicio del Dnipro Dnipropetrovsk.
También es internacional con la Selección de fútbol de Ucrania, con la que disputó la Eurocopa 2012.

## Clubes
| Club                     | País    | Año         | Partidos | Goles |
| FC Dnipro Dnipropetrovsk | Ucrania | 1999 - 2011 | 266      | 54    |
| SC Tavriya Simferopol    | Ucrania | 2011 -      | 16       | 6     |

- Datos: Q316520
- Multimedia: Serhiy Nazarenko / Q316520